# Kriptogram
Kriptogram je vrsta zagonetke koja se sastoji od šifriranog teksta. Šifra koja se koristi za šifriranje teksta je obično dovoljno jednostavna kako bi omogućila rješavanje kriptograma, a često se koriste i zamjenljive šifre koje dopuštaju zamjenu jednog slova drugim slovom ili brojem suglasno nekom pravilu. U uporabi su ponekad i druge vrste šifri za stvaranje kriptograma poput knjižnih šifri, kod kojih se koriste knjige ili članci za šifriranje poruka. Rješavanje zagonetke sastoji se od odgonetanja teksta pomoću razbacanih slova u početnom položaju.
Osim navedene inačice u obliku šifre, kriptogram predstavlja i niz zagonetaka koje nemaju pravila za rješavanje, već za svaki kriptogram rješavač treba naći ključ. Na primjer, jedan od oblika Dudeney je nazvao "verbalna aritmetika". U knjizi "Društvene igre" Lepšić i Dreven navode tri primjera kriptograma, od kojih je u prvim dvama brojčani ključ pozicija slova u danoj riječi (u drugom primjeru je to naslov zagonetke), a u trećem primjeru početna slova učahurenih riječi (autori Z. Turek i S.Baškaj):
| LOGARITAM: 325618  | KRIPTOGRAM 4, 8, 9, 7 | SPUŽVA GUŠTER SVRAKA JARAC |
| (rješenje: gorila) | (rješenje: prag)      | (rješenje: pura)           |